# Druki afrykańskie
Druki afrykańskie, Afrika-Print - rodzaj specjalnego wzoru drukowanego na wyrobach włókienniczych. W pierwotnej wersji były przeznaczone dla mieszkańców krajów tropikalnych, z czasem rozpowszechnione na świat.
Charakteryzują się obustronnym przedrukiem, występują pasy tzw. bordiur. Kolorystyka na tkaninach jest jaskrawa o barwach nasyconych.  Kolory te uzyskiwane są za pośrednictwem barwników naftoelanowych, reaktywnych lub ftalogenowych.